# Gabriel Collin
Johan Gabriel Collin, född 21 april 1761 i Julita socken i Södermanland, död 25 februari 1825 i Stockholm, var en svensk optisk och matematisk instrumentmakare.

## Biografi
Collin studerade vid Uppsala universitet, tjänstgjorde sedan som auskultant i Bergskollegium och antogs 1793 till Vetenskapsakademiens instrumentmakare. Han gjorde flera uppfinningar av värde, såsom en avståndsmätare (distanskikare), som kom i allmänt bruk vid svenska armén och tillhörde samma grupp som den så kallade distanstuben, samt nya uppsättningsinstrument för artilleriet m.m. År 1812 valdes han till ledamot av Vetenskapsakademien.
Collin var sedan 1789 gift med Maria Sofia Enhörning, en yngre halvsyster till medaljgravören Carl Enhörning. Han blev i detta äktenskap far till fyra barn, däribland läkaren Johan Gabriel Collin.